# Euphorbia groenewaldii
Euphorbia groenewaldii är en törelväxtart som beskrevs av Robert Allen Dyer. Euphorbia groenewaldii ingår i släktet törlar, och familjen törelväxter. Inga underarter finns listade i Catalogue of Life.